# 馬科斯華雷斯
馬科斯華雷斯是阿根廷的城市，位於該國中部科爾多瓦省，是馬科斯華雷斯縣的首府，距離貝爾維爾56公里，始建於1887年10月19日，海拔高度112米，2010年人口27,004。